# Klaus Ehrle
Klaus Ehrle, född 11 mars 1966, är en friidrottare från Österrike. Han deltog vid olympiska sommarspelen 1988.